# Det italienske koloniimperium
Det italienske koloniimperium blev skabt af Kongeriget Italien fra slutningen af 1800-tallet under indtryk af udviklingen i omgivende lande og varede til 1960, da de sidste italienske kolonibesiddelser blev afviklet.

## Italien samles
Italien blev skabt i 1861 ved en forening af de hidtil adskilte dele af den italienske halvø. Dannelsen af den nye stat skete under stor modstand fra paven i Rom, der måtte se de fleste af sine besiddelser gå over til den nye stat. I 1878 indtraf med kort mellemrum både konge- og paveskifte. Den 9. januar døde Victor Emanuel, hvis kongegerning kan sammenfattes i, at han havde ført Italien fra Novara til Rom, fra nederlag og afhængighed til enhed og en anerkendt stormagtsstilling, og som i hele sin regering havde holdt landets forfatning i ære. En måned senere, den 7. februar, døde Pius 9., som ved sin tiltrædelse havde været den mest frisindede og tillige mest elskede pave, Rom havde kendt, men som kun få år efter havde kastet sig i den katolske og kirkelige reaktions arme og siden gik stedse videre ad denne Vej. Og mens Victor Emanuel efterhånden havde knyttet alle Italiens folk og stater til sit lille kongerige, havde Pius 9. formået at støde sit folk fra sig, så at det enten selv rev sig løs fra hans herredømme eller med glæde hilste sin frigørelse derfra og næsten enstemmigt udtalte sin vilje at blive ham kvit og gå ind under hans verdslige medbejler (ved 3 folkeafstemninger 1860—70 stemte i alt 565.000 for, men 3.343 imod tilknytningen til det øvrige Italien). Victor Emanuel fulgtes af sin ældste søn Umberto, og til Pius 9.s efterfølger blev valgt Leo 13. Der fulgte dog ingen udsoning mellem stat og kirke, da Leo lige så fuldt som sin forgænger holdt fast ved kirkens formentlige krav på et verdsligt herredømme; kun førtes for fremtiden kampen imod statsmagten i mindre skarpe former.
Det var under disse forhold, at to begivenheder indtraf med kort mellemrum, som skulle bringe ind på en imperialistisk kurs. Allerede i 1878 oplevede landet, at Østrig-Ungarn fik lov at tage Bosnien i besiddelse uden samtidig at afgive sine italiensktalende landstrøg og særlig Sydtyrol til Italien, og skuffelsen blev endnu større, da Frankrig i 1881 tiltog sig herredømmet over Tunesien, som Italien længe havde næret ønsker om at tage i sin besiddelse, fordi der boede mange italienere i dette område. Tabet af denne udsigt til landudvidelse hinsides Middelhavet havde to vigtige følger for Italien: det satte Italien i en bestemt modsætning til Frankrig og drev det til at søge et formeligt forbund med Tyskland og Østrig, og det vakte på den anden side lyst til at søge vederlag andetsteds og bragte således Italien ind på en vej, som i begyndelsen dog kun førte til tab og ydmygelser.
De vanskeligheder, Frankrig gentagne gange lagde for afslutning af en handelspagt, og dets optræden imod italienerne i Tunesien ophidsede stemningen, og selv republikaneren Garibaldi, der havde været Frankrigs frivillige våbenfælle 1870—71, udtalte 1882 åbent sin uvilje imod Frankrig og sin glæde over dets nederlag. I oktober 1881 besøgte Umberto Wien, og snart efter knyttedes Tremagtsforbundet (Tripelalliancen), i begyndelsen hemmeligt. Som en følge deraf vedtoges 1882 en ny hærordning med en betydelig udvidelse af hæren, og Roms befæstning, som var begyndt 1877, blev nu stærkt fremmet. Samme år fuldførtes også Skt. Gotthardtunnelen, og der åbnedes således en lettere forbindelse mellem Tyskland og Italien.

### Assab
Endelig blev 1882 den første koloni grundlagt, nemlig Assab ved Det Røde Hav, men hertil knyttedes i de følgende år nogle andre steder og i 1885 Massauah.

## Under Crispis regering
I juli 1887 døde Depretis, som i de sidste 11 år med kort afbrydelse havde været Italiens ledende minister, og dermed indledes et nyt afsnit i landets historie. Få måneder før sin død havde Depretis været nødt til at optage i sit ministerium to af "Pentarkiets" ledere, nemlig Crispi og Zanardelli, og den førstnævnte af disse blev hans efterfølger og den mand, som i den følgende tid stærkest prægede landets udvikling og ikke mindst landets udenrigspolitik. Crispi styrkede forbindelsen med Tyskland, udvidede hæren (angiveligt af forsvarshensyn) og skærpede forholdet til Vatikanet.

### Konflikten i Abessinien
Landets finansielle vanskeligheder, som især skrev sig fra de stadig voksende forsvarsudgifter og de omfattende jernbaneanlæg, og som allerede i 1888 uagtet nye skatter (forhøjet korntold med mere) gav sig til kende i et underskud, forøgedes yderligere ved forviklinger med Abessinien. I januar 1887 havde italienske tropper lidt et nederlag ved Dogali, men i stedet for at mane til varsomhed drev det netop Crispi frem til ny anstrengelse for at sikre Italiens storhed nu, da den krigerske ære var blevet krænket. Et forslag om at opgive det hele afrikanske koloniforsøg fik i maj 1888 kun 40 stemmer i Deputeretkamret (imod 382), og hæren forstærkedes derovre samt tog flere nye pladser i besiddelse, men først, da Abessiniens hersker Johannes i marts 1889 var faldet mod mahdisterne, kom det til freds- og venskabspagt med hans efterfølger Menelik, som i august sendte udsendinge til Italien. Alt tegnede således godt, men snart opstod uenighed om den trufne aftale, idet man fra italiensk side gjorde gældende, at Menelik havde lovet altid at bruge Italien som mellemmand ved forhandlinger med andre europæiske magter og således erkendt dets "protektorat", mens Menelik kun havde villet sikre sig Italiens hjælp i sådanne tilfælde, men ellers holdt strengt på sin uafhængighed. Uenigheden skrev sig rimeligvis fra misforståelser under forhandlingerne, men der fremkom ligefrem beskyldninger om forvanskning ved oversættelsen af fredspagten. I 1889 havde Italien annekteret Italiensk Somaliland, hvilket var krisens udløsende faktor. Italienerne havde 1893—94 held til at slå gentagne angreb af mahdisterne tilbage, og den sejrende general Baratieri trængte der efter ind i landskabet Tigre, vandt i januar 1895 en sejr over underkongen Ras Mangascha og tog efterhånden hele landskabet i besiddelse. Men nu vendte lykken sig, idet Menelik, efter at have fæstnet sit herredømme i det øvrige land, søgte at vinde det tabte landskab tilbage og førte en stor hær imod italienerne. I december 1895 blev en hærafdeling under oberst Toselli næsten oprevet, og snart efter måtte oberst Galliano rømme en fæstning, hvori han havde indesluttet sig, imod at få fri afmarch. Det var dog kun forspil for det afgørende nederlag, som Baratieri led ved Adua i marts 1896, og hvori omtrent to tredjedele af den italienske hær (15.00O mand imod 80.000 fjender) efter tapper modstand faldt eller såredes, mens 50 kanoner og en mængde fanger tabtes. Følgen heraf blev, at Italien den 26. oktober samme år måtte slutte en ydmygende fred, opgive hele det vundne landskab såvel som overhøjheden over Abessinien. Følgende år blev Kassala endvidere afstået til Ægypten, og kolonien Eritrea, som den 1890 officielt blev kaldt, og hvortil så store forhåbninger var blevne knyttede, indskrænkedes nu omtrent til det område, den havde haft 10 år tidligere.
Nederlaget virkede meget nedslående i Italien, da de store udgifter og talrige menneskeliv var ofrede forgæves. Uviljen vendte sig især mod Crispi, hvis ønsker om Italiens magtudvidelse havde forvoldt ulykken, og som lige frem havde drevet general Baratieri til at vove den ulige kamp. Crispi måtte derfor straks i marts 1896 fratræde regeringen og afløstes af højres fører, markis Rudini. Han trak Italien ud af de afrikanske forviklinger ved at slutte fred og for nogle år var det slut med at drive aktiv kolonipolitik.

### Ydmygelsen i Kina
Under Ministeriet Pelloux forsøgte Italien at deltage i den almindelige kappestrid om erhvervelser i Kina, havde regnet med Englands Støtte, men forregnet sig, så at regeringen måtte desavouere sin repræsentant i Peking. Dette diplomatiske nederlag foranledigede Kabinettet til at indgive sin
demission, da det så, at flertallet ikke ville billige dets handlemåde.

## Kolonialismen under Victor Emanuel 3.
Den 29. juli 1900 blev kong Umberto myrdet af anarkisten Angelo Bresci. Victor Emanuel 3. besteg tronen. Et nyt ministerskifte fandt sted det følgende år: et Ministerium Zanardelli dannedes i februar 1901 af de forskellige grupper, væsentlig af venstre. I kolonialpolitikken søgte Italien med held at drage nytte af Eritrea og at sikre sig fast fod her ved at stille sig i venskabeligt forhold til England og Abessinien.

### Konflikten på Balkan
I udenrigspolitikken kølnedes imidlertid forholdet til de andre Treforbundsmagter betydeligt under indtryk af modsætninger mellem Østrig-Ungarns og Italiens interesser på Balkan, og den gamle anti-østrigske stemning i store dele af det italienske folk fik ny næring. Italien svingede således noget over i retning af Vestmagt-Ententen og søgte efterhånden at indtage en mæglende stilling mellem de to magtgrupperinger. Under Algeciras-Konferencen fjernede Italien sig yderligere fra sine gamle forbundsfæller, og endnu skarpere trådte modsætningerne frem, da den østrig-ungarske regering i oktober 1908 proklamerede anneksionen af Bosnien og Herzegovina. Der protesteredes i pressen og i folkeforsamlinger, man fordrede kompensationer for Italien i Albanien eller Sydtyrol og kompensationer for de små Balkan-stater. Regeringen gjorde intet for at modarbejde denne bevægelse. Misfornøjelsen forøgedes ved den østrigske regerings lidet imødekommende optræden i spørgsmålet om oprettelse af et italiensk universitet eller retsfakultet i Østrig. Da den udenrigske situation i december 1908 kom til drøftelse i kammeret, lød der fra flere sider stærke angreb på Østrig, og Tittonis tale var også, skønt han formelt bekendte sig til Tripelalliancen, præget af en påfaldende kølighed over for Østrig: Tittoni betonede tillige med vægt, at Italien havde nærmet sig stærkt til Rusland, der i dette øjeblik stod i udpræget modsætningsforhold til Østrig-Ungarn. Da Balkan-krisen i foråret 1909 var bleven løst ved Tysklands energiske indgriben, og Rusland havde lidt et diplomatisk nederlag, begyndte begge de storpolitiske grupper på ny med iver at bejle til Italien. Den 29. april 1909 mødtes kong Edvard 7. med kong Victor Emanuel i Bajæ, den 12. maj modtog den italienske konge kejser Vilhelm i Brindisi, og i oktober foretog tsar Nikolai sin længe opsatte Italiensrejse, idet han på sin vej omhyggelig undgik at betræde østrigsk territorium. Hans sammenkomst med kongen af Italien fandt sted i Racconigi. Ved alle disse lejligheder udveksledes der venskabsforsikringer. Imidlertid havde indtrykket af den overståede europæiske krise den Virkning i Italien, at de krav om betydelige forhøjelser af hærens og flådens budgetter, som stilledes af regeringen i 1909, blev enstemmigt bevilgede af parlamentet.

### Tripolitania
De italienske statsmænd havde længe haft opmærksomheden henvendt på Tripolitania, det sidste under det Osmanniske rige hørende land i Nordafrika. Italien havde sikret sig Frankrigs og Englands samtykke til ved given lejlighed at fratage tyrkerne dette land og mente nu, at øjeblikket var kommet. Italienske forretninger var opståede i Tripolitania, og italienske banker havde grundlagt filialer dér. De tyrkiske myndigheder søgte at lægge hindringer i vejen for den pågående italienske virksomhed, og der opstod en konflikt. Italien ville have krig, og gennem den officiøse presse blev Italiens offentlige mening bearbejdet med det ønskede resultat: da krigen udbrød ved Tyrkiets vægring ved at acceptere et den 28. september 1911 stillet ultimatum om en italiensk besættelse af Tripolitania og Cyrenaika under sultanens overhøjhed, blev denne tingenes udvikling modtaget med stor begejstring i Italien. Byen Tripoli blev bombarderet og overgav sig den 5. oktober. Tyrkerne kunne ikke forhindre de italienske troppers landsætning. Den 5. november erklæredes Tripolitania for annekteret, men kampen mod de af religiøs iver opflammede arabere i det gennemgående øde land voldte Italien mange bekymringer særlig efter, at Enver Bey havde organiseret ørkenstammernes modstand. Både Ententen og Italiens forbundsfæller indtog officielt en velvillig neutralitet, dog måtte Italien love ikke at føre krigen over til Europa eller Asien. For at få ende på krigen så Italien sig dog nødt til at omgå dette løfte. Efter et forgæves forsøg på at forcere Dardanellerne besatte italienske tropper Rhodos og 11 andre Tyrkiet tilhørende øer med væsentlig græsk befolkning (Dodekaneserne). I løbet af 1912 skred besættelsen af Tripolitania langsomt frem, og da Tyrkiet i oktober blev kastet ind i Balkankrigene, gav det efter og sluttede Freden i Lausanne, hvorved det overlod Tripolitania og Cyrenaika til Italien og lovede at trække sine tropper bort. Da en del af disse tyrkiske tropper var trådt i tjeneste hos de arabiske stammer og nægtede at efterkomme hjemkaldelsesordren, vedblev Italien til gengæld at holde de 12 øer besat. Gennem en krig, der havde kostet over 1 milliard lire, var Italien således kommet i besiddelse af en stor, men af naturen lidet værdifuld koloni. Parlamentet var under hele krigen præget af en stærk patriotisk stemning; selv en del af socialisterne havde ydet regeringens politik støtte.
Efter krigens afslutning blev spørgsmålet om Italiens stilling til de europæiske magtgrupper igen brændende. Efter, at den østrig-ungarske udenrigsminister grev Berchtold i oktober havde haft et møde med San Giuliano i Pisa, blev det meddelt, at Triplealliance-traktaten var forlænget på 5 år. Ved samme tid blev underskrevet en fransk-italiensk overenskomst om Marokko og Tripolitania. I det italienske folk var den anti-østrigske stemning imidlertid vokset stærkt under den italiensk-tyrkiske krig i sammenhæng med den stærke patriotiske bevægelse, og den italienske irredenta i Østrig gjorde sig bemærket så stærkt som nogensinde.

## Italien under 1. verdenskrig
Forholdene på Balkan udløste 1. verdenskrig. Da verdenskrigen udbrød, stillede Italien sig ikke ved sine forbundsfællers side, men erklærede sig neutralt. Italien hævdede, at Østrig-Ungarn ved krigserklæringen mod Serbien havde krænket Forbundstraktatens § 7, der foreskrev, at en forandring af status quo på Balkan og i Adriaterhavet ikke måtte foretages af Østrig-Ungarn eller Italien uden efter forudgående overenskomst med den anden part og mod kompensation til denne. Italien forlangte derfor kompensationer i de italiensktalende dele af Østrig, og herom forhandledes der i krigens første halvår uden, at man kom til enighed. Den tyske regering sendte fyrst Bülow til Rom som mægler, men heller ikke han havde held med sig. Imidlertid bestræbte Entente-magterne sig ivrigt for at drive Italien ind i krigen på deres side, og folkestemningen i Italien arbejdede dem stedse mere i hænde. Giolitti, der satte sin autoritet ind på neutralitetens bevarelse, mistede hele sin popularitet. Den 23. maj erklærede Italien Østrig-Ungarn, den 20. august Tyrkiet og den 19. oktober Bulgarien krig. I november underskrev Italien London-pagten, der foreskrev de allierede kun at slutte fred i fællesskab. Først den 27. august 1916 erklærede Italien også Tyskland krig, fordi Tyskland havde støttet Østrig-Ungarn med våben, ammunition og officerer i kampen mod Italien. Da var Kabinettet Salandra, der i krigens begyndelse støttedes af et stort flertal i parlamentet, faldet som følge af østrigernes sejre i Tyrol og det nordlige Venetien, og Boselli havde i juni dannet et nyt kabinet. Sonnino beholdt udenrigsministerposten. Italien koncentrerede under hele krigen sin styrke mod Østrig, og ved den østrigsk-italienske grænse bølgede kampen frem og tilbage uden, at der blev nået store resultater fra nogen side. Italien holdt desuden okkupationsstyrker på flere punkter i Albanien, hvis kystland Italien tragtede efter at bringe ind under sit overherredømme, og deltog i kampene mod Bulgarien efter, at Saloniki-fronten var blevet etableret. Finansielle vanskeligheder blev efterhånden meget tyngende. I oktober 1917 fremkaldte nederlagene ved Isonzo Ministeriet Bosellis fald. Orlando blev regeringens leder. Sonnino vedblev at være udenrigsminister. 1918 vendte stillingen sig ved den italienske som ved de andre europæiske fronter: den østrigske sommeroffensiv brød sammen, og den påfølgende italienske offensiv førte til militære resultater, der kunne kaste glans over krigens afslutning. Italienske tropper holdt deres indtog i Triest og Trento.
Da fredsdrøftelserne skulle begynde, trådte den latente modsætning mellem Italien og Jugoslavien frem. Den traktat, som Italien havde sluttet med England, Frankrig og Rusland, inden det trådte ind i krigen, lovede det meste af Istrien og Dalmatien med en overvejende jugoslavisk befolkning. Italien krævede tillige havnen Fiume, der lå umiddelbart uden for den grænse, der var lovet Italien. Jugoslaverne protesterede heftigt mod en sådan løsning og fandt støtte hos den amerikanske præsident Woodrow Wilson. England og Frankrig fremsatte det ene mæglingsforslag efter det andet. I december 1918 kom kong Victor Emanuel til Paris, hvor den fransk-italienske enighed fejredes. I den snart efter sammentrædende fredskonference i Paris deltog Orlando. Da præsident Wilson i april udsendte en erklæring om det italiensk-jugoslaviske spørgsmål, forlod Orlando krænket Paris, men vendte dog senere tilbage. De ringe resultater, Orlando havde at opvise, førte til et nederlag i parlamentet, hvorfor regeringen gik af i juni, og Nitti dannede et koalitionskabinet og tog Tittoni til udenrigsminister. Ved Freden i St Germain den 10. september 1919 blev Italien ikke blot udvidet med de italiensktalende dele af Østrig, men fik en "strategisk grænse", der nord på nåede helt til Brenner. Omtrent samtidig besatte Gabriele d’Annunzio Fiume med et korps af frivillige. Aktionen desavoueredes af den italienske regering, som iværksatte en temmelig virkningsløs blokade af Fiume. Sidst i september blev Deputeretkammeret opløst. Ved nyvalgene i november reduceredes den liberale majoritet fra 380 til 230, mens socialisterne vandt frem fra 55 til 156 mandater, og også det klerikale parti havde stor fremgang. Den store forskydning til venstre i kammeret medførte en ændring i udenrigspolitikken, idet regeringen tog en snarlig genoptagelse af handelen med den Russiske Føderative Sovjetrepublik på sit program. Scialoja blev udenrigsminister i stedet for Tittoni.
Efter, at italienerne i sommeren 1920 havde lidt betydelige tab under angreb fra de albanske stammer, og besættelsestropperne var blevne fordrevne fra det meste af landet, erklærede Giolitti, at Italien opgav kravet om protektoratet over Albanien. I november 1920 blev den italiensk-jugoslaviske strid endt ved en traktat mellem de to lande, hvorved Italien fik Zara med mere i Dalmatien samt Cherzo, Lussin, Pelagosa og enkelte mindre øer, medens Fiume blev en fristat. Der efter tvang den italienske regering i december 1920 d’Annunzio til at rømme Fiume, og i stedet oprettede pro-italienske kræfter en fristat i byen. Rom-traktaten af 1924 mellem Italien og Jugoslavien opløste igen Fristaten Fiume, og selve byen blev indlemmet til Italien, mens og oplandet med byen Sušak tilfaldt Jugoslavien.

## Abessinien
I 1934 indtrådte Abessinien-krisen. Krisen begyndte, da italienerne - i strid med de to landes venskabspagt - opførte et militært anlæg ved oasen Walwal i Ogaden. Anlægget blev opført i hemmelighed under 1930-ernes første år og blev først opdaget den 23. november 1934 af en grænsekommission, som skulle kontrollere grænserne mellem Abessinien og de italienske kolonier i Italiensk Somaliland. Den 5. december udbrød en skudveksling mellem italienske og abessinske tropper ved fortet. Begge sider beskyldte modparten for at være årsag til episoden. Omkring 200 soldater faldt under kampene.
Konflikten udviklede sig til den anden italiensk-abessinske krig, som indledtes i oktober 1935 og afsluttedes i maj 1936. Krigen udkæmpedes mellem de væbnede styrker i Kongeriget Italien (Regno d'Italia) og de væbnede styrker i Kejserriget Abessinien. Krigen resulterede i den militære okkupation af Etiopien og dette lands annektering til det nyligt skabte koloni Italiensk Østafrika (Africa Orientale Italiana, eller AOI).
I 1941, under 2. verdenskrig, besejrede de allierede styrker italienerne, og Abessinien blev på ny selvstændigt.

## Afviklingen af imperiet
Under 2. verdenskrig forsøgte Italien på ny at udvide sine besiddelser, men forgæves: krigen mod Grækenland blev en katastrofe, forsøget på at udvide besiddelserne i det nordøstlige Afrika (under navnet Italiensk Østafrika) holdt kun et par år (1941-43), og ved fredsaftalen i 1947 mistede Italien i praksis alle sine hidtidige oversøiske besiddelser; i 1949 blev Italiensk Somaliland dog et FN-protektorat under italiensk administration. Det varede til 1960, da området blev slået sammen med Britisk Somaliland i en uafhængig stat, republikken Somalia.
13°00′28″N 42°44′28″Ø / 13.0078°N 42.7411°Ø